# Josh Johnson (Musiker)

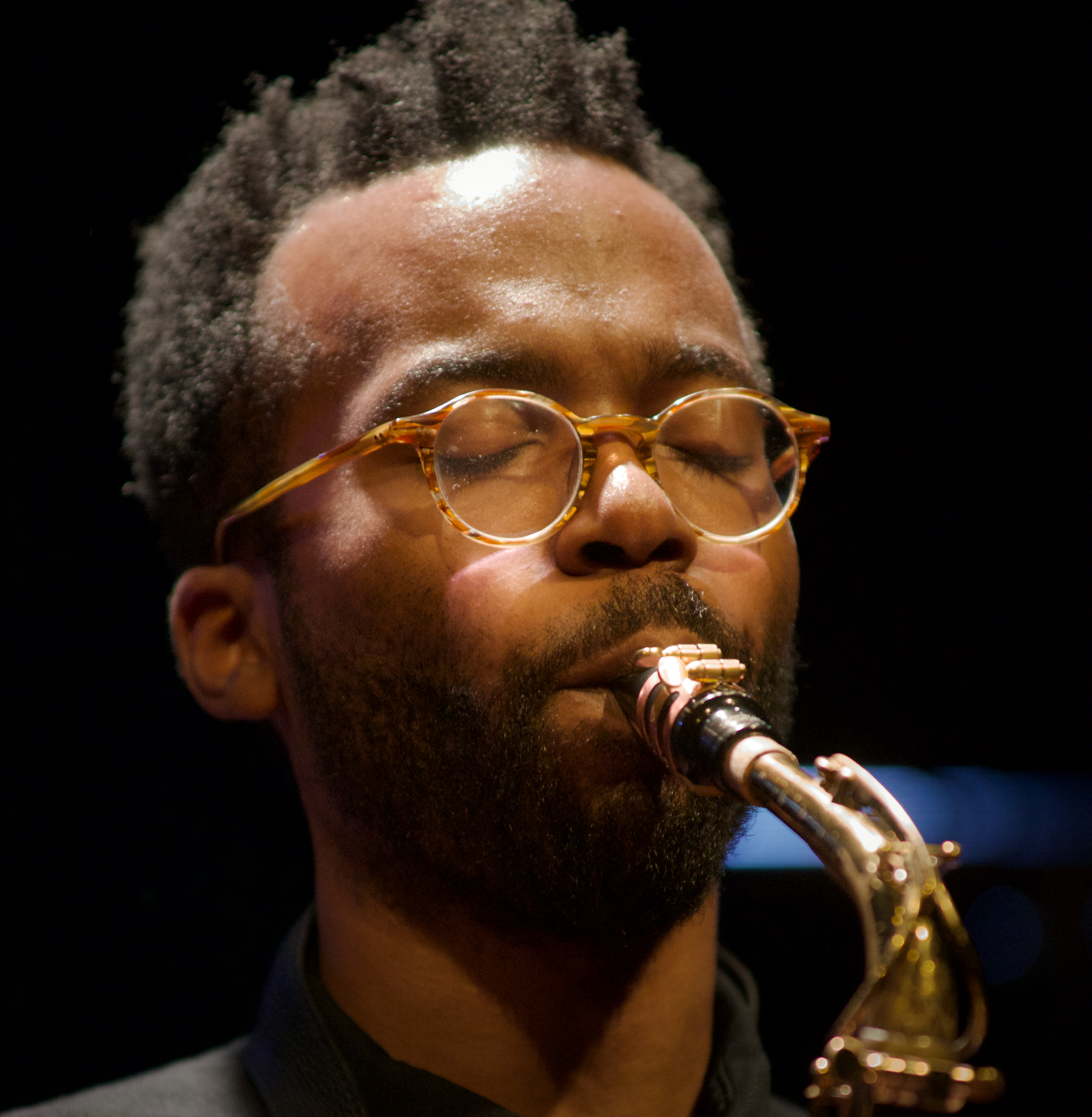
Josh Johnson mit dem Marquis Hill Blacktet 2017

Joshua Adam Hvidston Johnson (* um 1990 in Takoma Park, Maryland) ist ein US-amerikanischer Jazzmusiker (Altsaxophon, Keyboard, Komposition).

## Leben und Wirken
Johnson, der in Naperville aufwuchs, begann mit elf Jahren Saxophon zu spielen. Zunächst studierte er an der Jacobs School of Music der Indiana University, wo er seinen Bachelor machte. Seine Karriere als professioneller Musiker begann er in Chicago; 2012 zog er nach Los Angeles, wo er am Herbie Hancock Institute of Jazz studierte.
Johnson leitete zunächst die Band Holophonor, mit der er 2015 das Album Light Magnet. veröffentlichte. 2020 legte er unter eigenem Namen das genreübergreifende Album Freedom Exercise  vor, das seine Stärken als Komponist ebenso wie die als Instrumentalist zeigt; laut Bandcamp Daily erinnert sein Saxophonspiel an seinen Kollegen Shabaka Hutchings. Mit dem kollaborativen Quintett SML legte er 2024 das von der Kritik gelobte Album Small Medium Large auf International Anthem vor. Auf Blue Note Records erschien das mit Nate Mercereau und Carlos Niño eingespielte Improvisationsalbum Openness Trio.
Erste Aufnahmen entstanden um 2010 mit dem Matt Nowlin Jazz Orchestra. Auf Jeff Parkers Album The New Breed (International Anthem, 2015) spielte er eine ebenso wichtige Rolle wie fünf Jahre später auf dessen Nachfolger Suite for Max Brown; später gehörte er zu Parkers ETA 4Tet (Mondays at the Enfield Tennis Academy, 2022; The Way Out of Easy, 2024). Zudem war er auch an Mark de Clive-Lowes Heritage I and II beteiligt. Er arbeitete im Laufe seiner Karriere zudem mit Musikern wie Makaya McCraven (Universal Beings), Miguel Atwood-Ferguson, Jeremy Cunningham und Marquis Hill, außerdem seit 2018 als musikalischer Leiter für Leon Bridges; in dieser Funktion wurde er breiter bekannt. Mit Meshell Ndegeocello spielte er das mit einem Grammy als „bestes Alternative-Jazz-Album“ ausgezeichnete The Omnichord Real Book (2023) ein.
Johnson schrieb auch Arrangements für Sara Gazareks Grammy-nominiertes Album Thirsty Ghost. Er hat für mehrere seiner Kompositionen Auszeichnungen erhalten, darunter den ersten Platz im Jazzkompositionswettbewerb der Civic and Arts Foundation für sein Werk Comrade Napoleon; mit seiner Gruppe Holophonor führte er seine Komposition Remember Forgot auf, mit der er 2015 den ASCAP Young Jazz Composer Award gewann. Im Bereich des Jazz war er laut Tom Lord zwischen 2010 und 2019 an 13 Aufnahmesessions beteiligt.
Johnson wirkte als Musiker auch bei mehreren Filmsoundtracks mit. Er sollte nicht mit dem gleichnamigen Schlagzeuger, der bei Tank and the Bangas spielt, verwechselt werden.

## Diskographische Hinweise
- Daniel Rotem & Josh Johnson Quartet: Sweet Stuff (Fresh Sound New Talent, 2017), mit Daniel Rotem, Alex Boneham, Christian Euman
- Freedom Exercise  (2020),  mit Gregory Uhlmann, Anna Butterss, Aaron Steele[10]
- SML: Small Medium Large (2024)
- Unusual Object (2024) solo
- Nate Mercereau, Josh Johnson, Carlos Niño: Openness Trio (2025)[5]